# Sói đài nguyên
Sói đài nguyên hay sói Turukhan (Canis lupus albus) là một phân loài của sói xám.
Loài sói này sinh sống ở đài nguyên Á-Âu và vùng lãnh nguyên rừng từ Phần Lan đến Bán đảo Kamchatka. Phân loài này được mô tả lần đầu tiên vào năm 1792 bởi Robert Kerr, đã mô tả là nó sống gần sông Enisei, và có một tấm da có giá trị cao.
Sói đài nguyên to, với những con đực trưởng thành dài 118–137 cm (46,5–54 in), và con cái dài 112–136 cm (44–53,5 in). Mặc dù được mô tả là to hơn sói Á Âu (C. l. lupus), điều này không đúng vì đã thu được những cá thể sói Á Âu to hơn. Trọng lượng trung bình của sói đài nguyên là 40–49 kg (88–108 lb) (đực) và 36,6–41 kg (81–90 lb) (cái). Con sói đài nguyên nặng nhất đã được biết đến là một cá thể đực già nặng 52 kg (115 lb) trong số 500 con sói bị bắt tại bán đảo Taymyr ở phía bắc sông Dudypta và ở Bán đảo Kanin trong thời gian 1951-1961. Lông loài sói đài nguyên rất dài, dày, và thường có màu sáng và xám. Lớp lông dưới có màu xám chì và lớp lông trên có màu xám đỏ.